# Búfag
Els búfags són dues espècies d'aus passeriformes; les úniques del gènere Buphagus i de la família dels bufàgids (Buphagidae). Alguns ornitòlegs consideren que són en realitat una subfamília: els bufagins (Buphaginae), de la família dels estúrnids (Sturnidae), però sembla que hi ha moltes diferències. Els búfags són endèmics de les sabanes de l'Àfrica subsaharina. Són populars pel seu hàbit de posar-se sobre els grans mamífers (tant silvestres com domèstiques), per alimentar-se de llurs paràsits.
Segons els estudis més recents de la filogènia de la superfamília Muscicapoidea, els búfags són una línia antiga, relacionada amb els mímids (Mimidae) i els estúrnids (Sturnidae), però no gaire prop de qualsevol d'ells. Tenint en compte la biogeografia coneguda d'aquests grups, sembla que l'explicació més plausible és que el llinatge Buphagus es va originar a l'Àsia meridional o el sud-est asiàtic, com els altres dos grups. D'aquesta manera, els búfags deurien ser considerats com fòssils vivents.

## Distribució i hàbitat
Són aus endèmiques de l'Àfrica subsahariana, on habiten en llocs oberts. Eviten els deserts més àrids i els boscos humits. La seva distribució està restringida per la presència de les seves preses i els grans mamífers en que es basa la seva alimentació (o més ben dit, els insectes que aquests porten inconscientment). Les dues espècies són simpàtriques en amples zones d'Àfrica oriental, arribant a coincidir sobre el mateix hoste. La naturalesa de les interaccions entre les dues espècies són desconegudes.

## Hàbits
Són ocells força gregaris.

## Alimentació
S'alimenten exclusivament a sobre dels grans mamífers. Sembla que tenen preferències per alguns remugants, mentre que n'eviten d'altres, com el búbal de Lichtenstein o el Topi. També eviten la major part dels antílops relativament petits, malgrat que freqüenten amb regularitat els impales, probablement a causa de la gran quantitat de paparres que porten i la naturalesa social d'aquesta espècie. En moltes àrees de la seva distribució s'alimenten sobre el bestiar, evitant però, els camells. S'alimenten d'ectoparàsits, particularment paparres, així com de la sang i carn d'algunes ferides que elles produeixen.
Les interaccions dels búfags amb els mamífers són objecte de debat. En un principi es pensava que era un exemple de mutualisme, però l'evidència recent suggereix que en alguns casos es pugui considerar aquestes aus com paràsits. S'ha observat com els búfags de vegades obrin ferides sobre la pell dels seus ostes o fan més grans les que ja hi ha, per beure la sang de les seves perxes. Els búfags també s'alimenten del cerumen de les orelles dels mamífers, encara que se sap menys sobre els beneficis que això aporta als mamífers, se sospita que això també és una conducta parasitària. Alguns animals es mostren intolerants amb la presència dels búfags. Els elefants i alguns antílops els desallotgen de manera activa. Altres espècies els toleren mentre recorren la seva cara a la recerca de paparres.

## Reproducció
Aniden en forats (molt cops situats en les parets) i cobreixen els seus nius amb una capa de pèl prèviament arrencada a altres animals. Allí ponen 2-3 ous.

## Taxonomia
- Gènere Buphagus.[12]
  - Búfag bec-roig (Buphagus erythrorhynchus).
  - Búfag becgroc (Buphagus africanus).